# Anvar as-Sádát
Muhammad Anvar as-Sádát či Anwar as-Sádát, arabsky محمد أنور السادات‎, (25. prosince 1918 Mít Abú al-Kúm – 6. října 1981 Káhira) byl třetí egyptský prezident, který zastával svůj úřad od roku 1970 do roku 1981, kdy na něj byl spáchán atentát. Během jedenácti let své vlády se zasadil o výraznou změnu ekonomických a politických zásad svého předchůdce Gamála Násira.
Byl jedním z vedoucích členů skupiny tzv. Svobodných důstojníků, kteří v egyptské revoluci v roce 1952 svrhli vládu Farúka I., předposledního krále z dynastie Muhammada Alího. Jako prezident vedl Egypt v roce 1973 do Jomkipurské války, aby získal zpět území, které Egypt v roce 1967 během Šestidenní války s Izraelem ztratil. Po této válce se stal egyptským hrdinou a na nějaký čas i hrdinou arabského světa. Později se zabýval mírovými jednáními i Izraelem, z čehož vyústila egyptsko-izraelská mírová smlouva, za kterou v roce 1978 získal Nobelovu cenu míru. Navzdory uznání, kterého se mu dostávalo ve světě, se stal velmi nepopulárním mezi některými Araby, což mělo za následek pozastavení členství Egypta v Lize arabských států a nakonec i jeho zavraždění.

## Život
Narodil se 25. prosince 1918 ve vesnici Mít Abú al-Kúm v egyptském guvernorátu Minúfija. Pocházel z chudé rodiny a byl jedním ze třinácti sourozenců. Jeho bratr Atef Sádát se později stal pilotem a byl zabit během Jomkipurské války v říjnu 1973. Jeho otec Anvar Muhammad El-Sádát byl Egypťan a jeho matka Sit Al-Berain se narodila v Egyptě súdánskému otci a egyptské matce. Dětství strávil u své babičky, která mu často vyprávěla příběhy, které byly plné odporu vůči britské okupaci. Během svého dětství vzhlížel ke čtyřem významným osobnostem. Jeho prvním hrdinou byl Zahran, egyptský farmář, který byl podle příběhu obviněn z vraždy britského vojáka, v důsledku čehož byl následně oběšen. Právě tyto a další podobné příběhy vybudovaly v Sádátovi vztah k vlastenectví, hodnotě, které se držel celý život.
Druhou osobností, ke které vzhlížel, byl turecký vojevůdce Kemal Atatürk. Sádát na něm obdivoval jeho schopnost zbavit se cizí nadvlády a rovněž jeho sociální reformy. Dalším jeho vzorem byl Mahátma Gándhí a jeho filosofie aktivního, ale nenásilného odporu v boji proti bezpráví. Sádát byl rovněž fascinován Hitlerovou nacistickou armádou, která se za velmi krátkou dobu stala velkou hrozbou pro Velkou Británii.

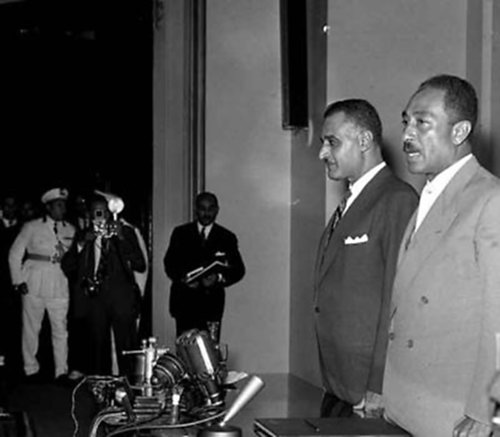
Sádát společně s Gamálem Násirem v roce 1960

V roce 1938 dokončil svá studia na Královské vojenské akademii v Káhiře. Do armády vstoupil s hodností podporučíka a byl převelen do Súdánu, který byl v té době součástí Egyptského království. A právě zde se poprvé setkal s Gamálem Násirem a společně s několika dalšími nižšími důstojníky založili tajné hnutí Svobodných důstojníků, které si dalo za cíl osvobodit Egypt od britské nadvlády a královské korupce.
Během 2. světové války byl vězněn Brity za jeho pokus o získání pomoci od Osy, s níž měl vyhnat britské síly z Egypta. Společně se svými kolegy z hnutí Svobodných důstojníků se Sádát účastnil vojenského převratu, který během egyptské revoluce v roce 1952 svrhl vládu krále Farúka I. Právě Sádát informoval pomocí rádia egyptský lid o průběhu revoluce.
18. června 1953 byla vytvořena republika a jejím prvním prezidentem se stal Muhammad Nadžíb. Mnozí členové revoluční rady se stali ministry - například Násir se stal ministrem vnitra. Samotný Anvar Sádát nezískal žádný ministerský post. Nejprve působil jako redaktor v egyptském deníku, který informoval o činech a plánech rady revolučního velení. Po spojení Egypta a Sýrie, a vzniku Sjednocené arabské republiky (1958), byl Sádát jmenován předsedou parlamentu. Sjednocená arabská republika neměla dlouhého trvání a v roce 1961 se rozpadla. Sádát byl v roce 1964 opět zvolen předsedou, tentokrát egyptského parlamentu. V roce 1969 ho prezident Násir dosadil do funkce viceprezidenta, ve které setrval až do 28. září 1970, kdy Gamál Násir zemřel. Sádát se dle ústavy stal zastupujícím prezidentem a tuto pozici mohl vykonávat po dobu šedesáti dní, než bude zvolen nový prezident. 15. října byl Anvar Sádát vybrán jako nástupce Gamála Násira, když v referendu získal 90% hlasů.

## Prezident

### Začátky
Sádátovi nebylo v jeho začátcích předpovídáno dlouhé vládnutí. Široká veřejnost v něm viděla pouze loutku svého předchůdce Gamála Násira. A právě Násirovi stoupenci ve vládě viděli v Sádátovi někoho, s kým budou moci snadno manipulovat. Sádát však všechny překvapil sérií vychytralých politických kroků, kterými si nejen zajistil setrvání v úřadě, ale i potvrdil svoje postavení coby vůdce.
15. května 1971 oznámil Sádát takzvanou Nápravnou revoluci, kterou chtěl očistit vládu, politické a bezpečnostní orgány od fanatického Násirismu. Sádát podporoval vznik islamistického hnutí, které bylo za vlády jeho předchůdce zakázáno. Ve víře, že islamisté budou společensky konzervativní, jim dal výměnou za politickou podporu značnou “kulturní a ideologickou autonomii”.
V roce 1971, rok po ukončení Opotřebovací války, podpořil Sádát mírové návrhy Organizace spojených národů, která navrhovala uzavření míru mezi Egyptem a Izraelem s tím, že se hranice mezi účastníky konfliktu vrátí před červen 1967, kdy válka začala. Tato mírová iniciativa se však nezdařila, neboť Izrael ani Spojené státy americké tyto podmínky neakceptovaly.

### Jomkipurská válka
6. října 1973 zahájil Sádát společně se Sýrií Jomkipurskou válku, též známou jako ramadánová válka. Tento překvapivý útok byl veden proti Izraeli, který od Šestidenní války v roce 1967 zabíral území Sinajského poloostrova a syrské Golanské výšiny. Snahou této vojenské akce bylo získat tato území zpět. Počáteční fáze egyptské a syrské ofenzivy zaskočila nejen Izrael, ale i celý arabský svět. Nejvýraznějším úspěchem egyptské armády bylo rychlé překonání Bar Levovy linie, která měla tvořit nepřekonatelný obranný val chránící Sinajský poloostrov před případným útokem Egypta.
Po prvotním šoku přešel Izrael podporovaný Spojenými státy do protiútoku. Po zajištění prostoru Golanských výšin zahájil ofenzivu na suezské frontě. Izrael sice nedokázal zničit arabské síly na východ od Suezu, ale zničil část jejich předmostí a dvě jeho tankové divize překročily průplav, odřízly předsunuté egyptské síly a ohrozily Káhiru (byť jejich poslední kroky již narušovaly příměří, ke kterému vyzývala rezoluce Rady bezpečnosti OSN č. 338 schválená 22. října). K zastavení konfliktu mělo dojít 22. října v 18:52. Vedení Egypta a Izraele s ukončením palby souhlasilo, avšak Sýrie toto rozhodnutí nepřijala. Boje následně pokračovaly. K definitivnímu ukončení konfliktu došlo 27. října.

### Začátek mírového procesu
Egyptská vítězství z počátku války zvedla morálku v celém Egyptě a Sádát se stal na mnoho let národním hrdinou. Následná mírová jednání vedla k znovuotevření Suezského průplavu. Nová Sádátova mírová politika vedla k dalším smlouvám s Izraelem. 18. ledna 1974 a 4. září 1975 uzavřeli dohodu o stažení vojenských sil. 8. dubna 1976 navštívil Sádát poprvé Vatikán, kde pro své úsilí o mír s Izraelem získal podporu papeže Pavla VI. Rovněž ho při té příležitosti pozval na návštěvu do Káhiry.
20. listopadu 1977 se Sádát stal prvním arabským vůdcem, který oficiálně navštívil Izrael, kde se setkal s izraelským premiérem Menachem Beginem. Sádát zde před poslanci hovořil o své vizi, jak dosáhnout úplného míru v arabsko-izraelském konfliktu.

### Egyptsko-izraelská mírová smlouva

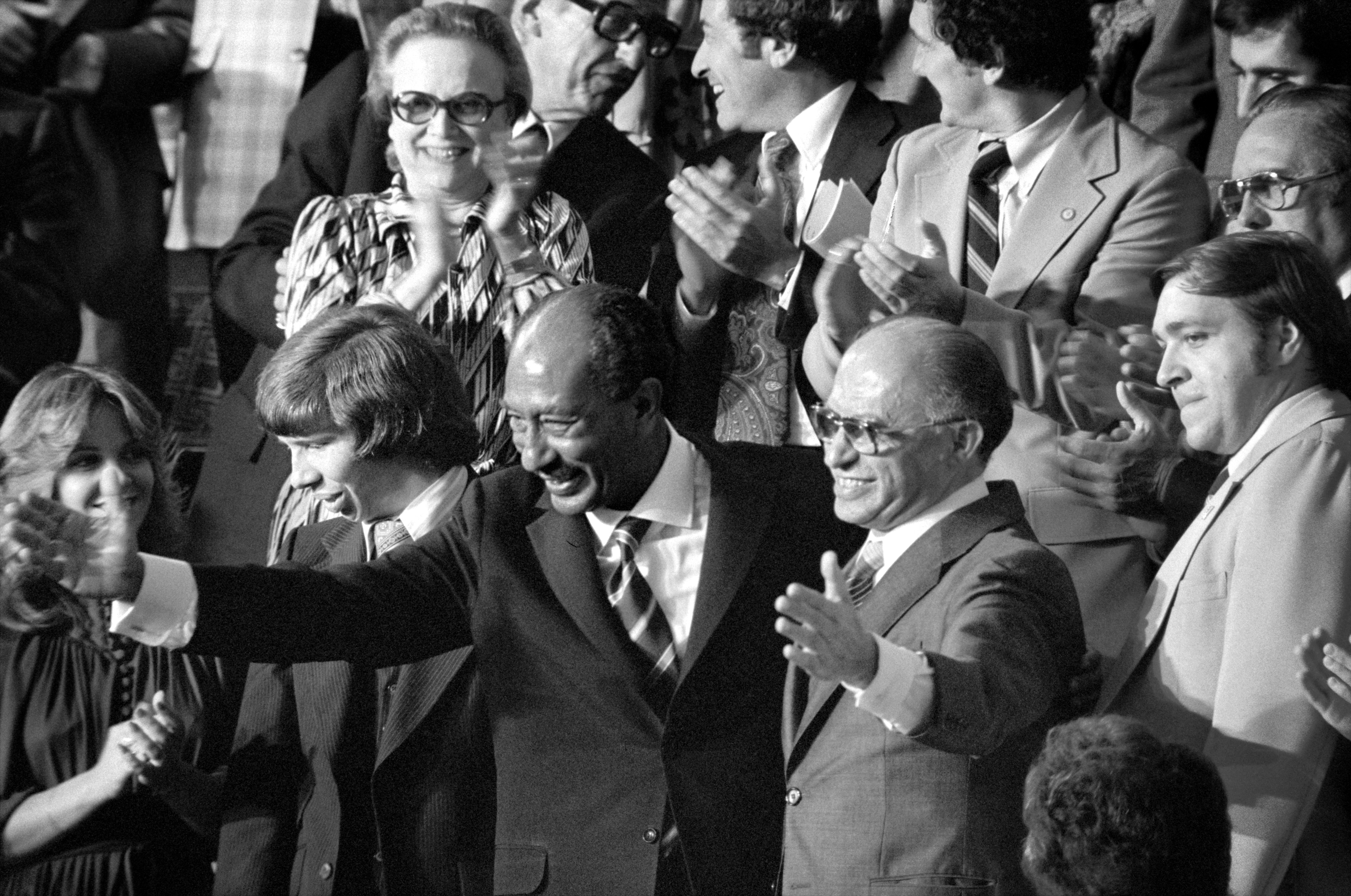
Prezident Sádát a izraelský premiér Menachem Begin před americkým kongresem, během něhož americký prezident Jimmy Carter oznámil výsledky dohod z Camp Davidu

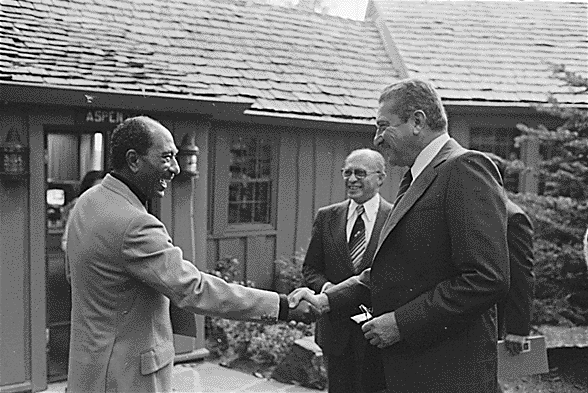
Sádát společně s izraelským ministrem obrany Ezer Weizmanem

Egyptsko-izraelská mírová smlouva byla podepsána Anvarem Sádátem a izraelským premiérem Menachem Beginem 26. března 1979 v americkém Washingtonu. Podpisu této smlouvy předcházela řada jednání známých jako Dohody z Camp Davidu, kterých se kromě egyptské a izraelské strany účastnil i americký prezident Jimmy Carter. Za vytvoření dohody získali Sádát a Begin v roce 1978 Nobelovu cenu za mír.
Hlavním bodem smlouvy bylo vzájemné uznání obou zemí, ukončení válečného stavu, který existoval od války za nezávislost a stažení izraelských vojsk a civilistů ze Sinajského poloostrova, který Izrael zabral v roce 1967 během Šestidenní války. Smlouva rovněž zajišťovala volný průjezd izraelských lodí Suezským průplavem a přiznání statusu mezinárodních vod Tiranské úžině a Akabskému zálivu. Tato dohoda udělala z Egypta první arabskou zemi, která oficiálně uznala Izrael. Izrael se postupně stáhl ze Sinajského poloostrova a celá oblast byla navrácena 25. dubna 1982.
Smlouva, která získala podporu mezi Egypťany, extrémně pobouřila celý arabský svět, zejména muslimy. Jeho předchůdce Gamál Násir vytvořil z Egypta ikonu arabského nacionalismu. Jeho ideologie tak byla po válce v roce 1973 odstavena na vedlejší kolej. Sádátovo podepsání mírové smlouvy mnoho ne-egyptských Arabů chápalo jako postavení egyptských zájmů před zájmy arabské, čímž se odklonil od Násirovy snahy o panarabismus a vize jednotného arabského státu. Mnozí Arabové rovněž považovali za zradu Sádátovu náklonnost ke Spojeným státům.
V roce 1979 Liga arabských států vyloučila Egypt ze svých řad, a to právě z důvodu podepsání této mírové smlouvy. Následně přesunula své sídlo z Káhiry, kde se do té doby nacházelo, do Tunisu. Egypt se znovu stal členem Arabské ligy až v roce 1989. Sídlo této organizace se opět vrátilo do egyptského hlavního města.

### Sádátův vztah s íránským šáhem
Před islámskou revolucí, která proběhla v Íránu v roce 1979, byl vztah mezi Teheránem a Káhirou velmi přátelský. Íránský šáh Muhammad Rezá Pahlaví oslovoval Sádáta „drahý bratře“. Pahlavího první manželkou byla egyptská princezna Fawzia, nejstarší dcera egyptského sultána a později krále Fuada I. Po íránském převratu strávil Pahlaví zbytek svého života v exilu v Egyptě. Když v roce 1980 zemřel, zařídil mu Sádát státní pohřeb a nechal ho pohřbít v káhirské mešitě Al-Rifa'i, kde byl dříve pochován například chediv Ismaíl I. a všichni jeho nástupci až do roku 1914.

### Atentát
Poslední roky Sádátovy vlády byly poznamenány řadou nepokojů a obvinění z korupce. V lednu 1977 se zvedla velká vlna protestů proti ekonomické liberalizaci, konkrétně proti zvýšení cen základních potřeb. Nepokoje trvaly dva dny, během nichž se v Káhiře sešly stovky tisíc protestujících. Pouze v Káhiře bylo poničeno 120 autobusů a stovky budov. Nepokoje byly ukončeny nasazením armády a znovu zavedeným dohledem nad cenami. Dalo by se říci, že byl Sádát zavražděn na vrcholu své neoblíbenosti.
6. října 1981 byl Anvar Sádát zavražděn. Stalo se tak v Káhiře během každoročního průvodu, který oslavoval úspěch operace Badr v Jomkipurské válce. Během této akce Egypt překročil Suezský průplav a prolomil izraelskou Bar Levovu linii. Kromě Sádáta bylo zabito dalších jedenáct lidí včetně kubánského ambasadora, ománského generála a biskupa koptské pravoslavné církve. Dalších 28 lidí bylo zraněno včetně viceprezidenta a pozdějšího Sádátova nástupce Husního Mubáraka, irského ministra obrany a čtyř amerických důstojníků.
Skupina atentátníků byla vedena poručíkem Chálídem Islambulím. Islambulí následně stanul před soudem, byl shledán vinným a odsouzen k trestu smrti. Poprava zastřelením proběhla v dubnu 1982.

## Po smrti

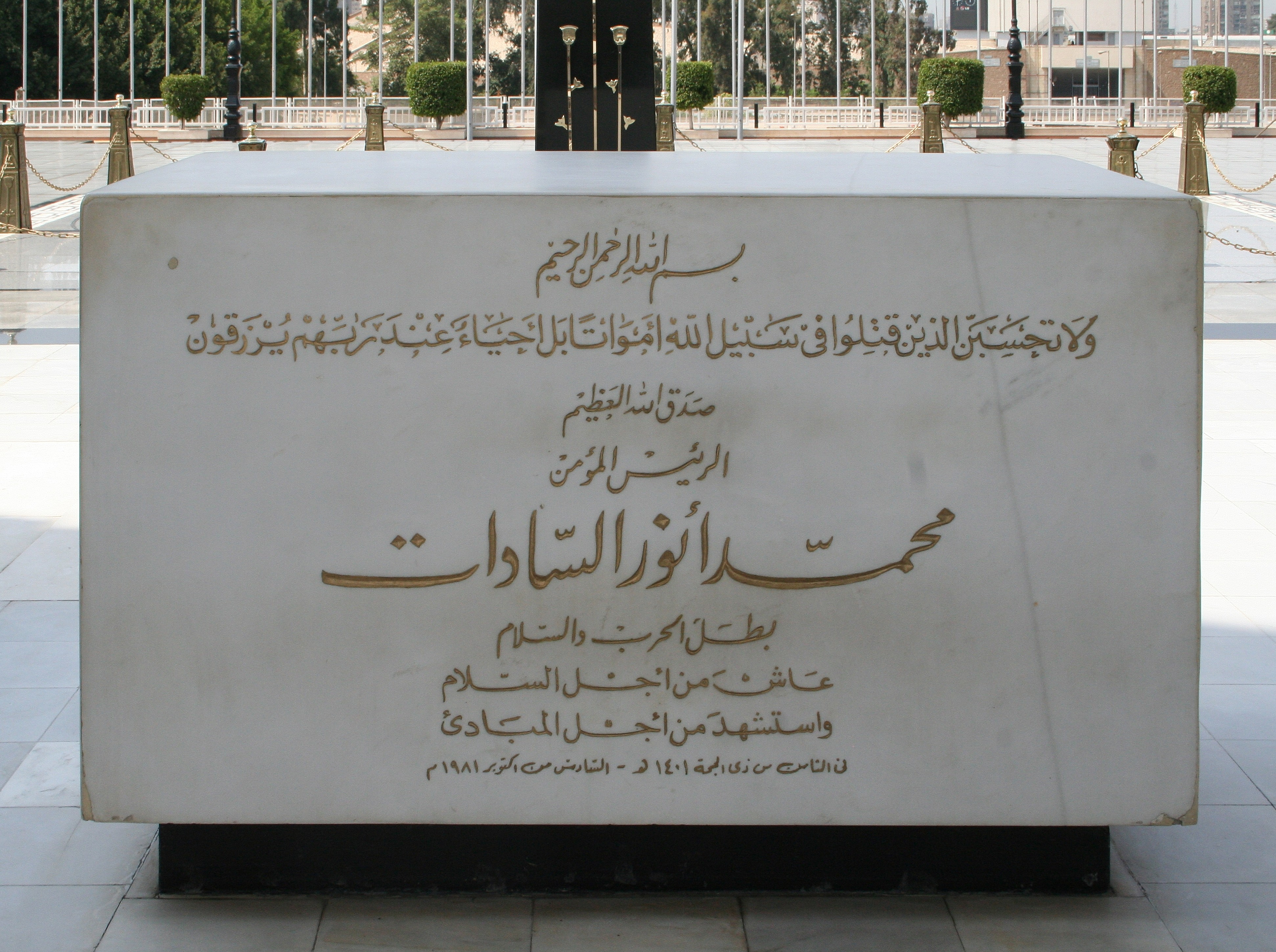
Hrobka Anvara as-Sádáta v Nasr City, Káhira

Jeho nástupcem byl zvolen viceprezident Husní Mubárak, který byl během atentátu na Sádáta zraněn. Sádátův pohřeb navštívil rekordní počet hodnostářů z celého světa. Pohřbu se například zúčastnili tři bývalí prezidenti Spojených států: Gerald Ford, Jimmy Carter a Richard Nixon. Súdánský prezident Dżafar an-Numajri byl jedinou arabskou hlavou státu, která se na pohřbu objevila. Pouze tři státy z 24 členů Arabské ligy vyslaly své zástupce – kromě Súdánu to bylo ještě Somálsko a Omán. Sádát byl pohřben u káhirského památníku Neznámého vojáka, který se nachází přes ulici od místa, kde byl zavražděn.
Během procesu s Chálídem Islambulím bylo obžalováno více než 300 islámských radikálů. Mezi obžalovanými se nacházeli například Ajmán Zavahrí, Omar Abdel-Rahman, který údajně uvalil na Sádáta fatvu, či Abdul-Hamid Kišk.
V roce 2001 byl o něm v Egyptě natočen film Ájam as-Sádát (Dny as-Sádáta).

## Vyznamenání
- čestný velkokomtur Řádu obránce říše – Malajsie, 1965[13]
- velkostuha Řádu republiky – Tunisko, 1972
- člen Řádu Ojaswi Rajanya – Nepál, 1974[14]
- velkokříž s řetězem Řádu zásluh o Italskou republiku – Itálie, 6. dubna 1976[15]
- velkokříž s řetězem Řádu Isabely Katolické – Španělsko, 18. března 1977[16]
- Prezidentská medaile svobody in memoriam – USA, 26. března 1984
- Zlatá medaile Kongresu in memoriam – USA, 2018 – při příležitosti stého výročí narození Anvara as-Sádáta[17]
- velkokříž Řádu věrnosti – Albánie[18]
- řetěz Řádu Mubáraka Velikého – Kuvajt
- Řád nepálské hvězdy – Nepál
- řetěz Řádu krále Abd al-Azíze – Saúdská Arábie